# Flou

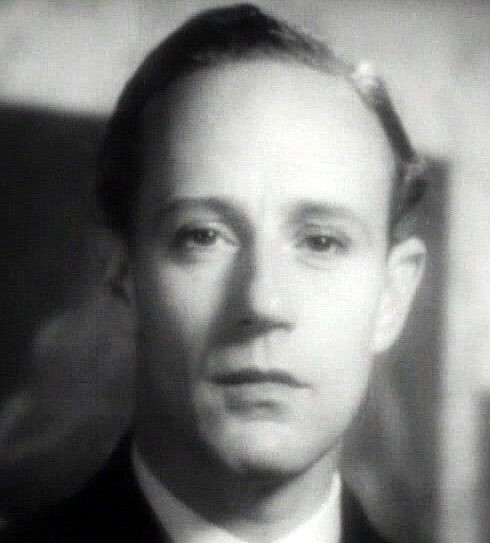
Retrat amb flou de l'actor Leslie Howard.

El flou o focus suau consisteix en un desenfocament desitjat en la imatge amb una finalitat artística. S'empra en fotografia i en cinema encara que el seu ús s'ha aplicat en altres disciplines com la pintura i la literatura.
Flou o floue és un terme d'origen francès que va tenir gran èxit al segle xx, especialment en la fotografia de retrat; encara que també s'ha empleat el terme "focus suau" procedent de l'anglès Soft focus.
Entre altres efectes el flou proporciona una imatge dotada de major càrrega de subjectivitat o un ambient misteriós o sorprenent.
El procés de desenfocament pot realitzar-se durant la presa de la imatge, mitjançant l'ocupació d'algun accessori o en el procés de revelat o ampliació de la còpia. Entre els accessoris es troben lents com les desenvolupades per Nicola Perscheid per suavitzar els retrats, filtres denominats "flou" i en alguns casos mitjançant la utilització de tuls davant dels objectius de la càmera o l'ampliadora.
En la fotografia digital també es poden aconseguir aquests efectes durant l'edició d'imatges mitjançant filtres o plugins.
Altres formes de emprar de manera intencionada l'efecte del desenfoc són;
- El bokeh que aconsegueix aquest desenfocament utilitzant característiques de l'objectiu empleat com a diafragmes oberts (o sigui, amb un nombre f baix) o mitjançant l'ús de teleobjectius.
- El motion blur aconsegueix efectes a causa del moviment dels objectes i/o la càmera.